# كوروت-3b
COROT-3b الذي يرمز له بالرمز CoRoT-3b، هو قزم بني، أو كوكب خارج المجموعة الشمسية، في كوكبة العقاب، يتبع CoRoT-3 ‏.

## الاكتشاف
اكتشف في 19 مايو 2008، وكانت طريقة الاكتشاف طريقة العبور.